# Kash Patel
Kash Patel (Garden City, 1980. február 25. –) amerikai jogász, volt szövetségi ügyész, 2025 óta a Szövetségi Nyomozóiroda (FBI) igazgatója.

## Életrajz
Kash Patel 1980. február 25-én született a New York állambeli Garden Cityben. A University of Richmondon szerzett diplomát kriminalisztika és történelem szakon, majd jogi doktori fokozatát a Pace University School of Law-n szerezte meg. Emellett nemzetközi jogi tanulmányokat folytatott a University College London jogi karán.
Pályafutását 2005-ben kezdte közvédőként a floridai Miami-Dade megyében, ahol számos esküdtszéki tárgyaláson vett részt. Később a floridai déli körzet szövetségi közvédőjeként dolgozott. 2014-ben csatlakozott az Igazságügyi Minisztériumhoz (DOJ) nemzetbiztonsági ügyészként, ahol többek között al-Káida és ISIS tagok elleni nyomozásokat vezetett. Ezt követően a Ház Állandó Hírszerzési Bizottságának (HPSCI) nemzetbiztonsági tanácsadójaként és vezető jogtanácsosaként dolgozott, ahol kulcsszerepet játszott a 2016-os elnökválasztás orosz befolyásolásának vizsgálatában.
Az első Trump-adminisztráció idején a Nemzetbiztonsági Tanács (NSC) helyettes tanácsadójaként irányította az elnök terrorellenes stratégiáját, majd a Nemzeti Hírszerzési Igazgatóság (ODNI) helyettes igazgatójaként felügyelte a hírszerző közösség 17 ügynökségét. 2020-ban a Védelmi Minisztérium kabinetfőnökeként dolgozott, ahol több millió alkalmazott munkáját és egy 740 milliárd dolláros költségvetést koordinált.

## FBI-igazgatói tevékenysége
Patel kinevezése jelentős politikai vitákat váltott ki, mivel korábban éles kritikusa volt az FBI-nak, és az ügynökség "mély állam" befolyása elleni fellépést sürgette. Igazgatóként számos reformot vezetett be, többek között az FBI központi irodájának átszervezését és több száz alkalmazott áthelyezését a washingtoni központból vidéki irodákba, valamint a Huntsville-ben (Alabama) található létesítménybe.
Patel egyik legvitatottabb intézkedése az volt, hogy a szivárogtatások megakadályozása érdekében poligráfos hazugságvizsgálatokat rendelt el az FBI alkalmazottai számára. Ez a lépés belső feszültségekhez és több tapasztalt ügynök távozásához vezetett.
Az FBI igazgatójaként Patel célja az ügynökség átalakítása és a közbizalom helyreállítása, miközben számos kihívással és kritikával kell szembenéznie mind a politikai spektrum különböző oldalairól, mind az ügynökségen belül.